# بهترین من
بهترین من (انگلیسی: The Best of Me) فیلمی در ژانر رمانتیک به کارگردانی مایکل هافمن است که در سال ۲۰۱۴ منتشر شد. داستان این فیلم بر اساس رمان نیکلاس اسپارکس توسط ویل فترز و جی میلز گودلو نوشته شده و در سال ۲۰۱۱ با همین نام ساخته شده‌است.

## شرح داستان
داستان فیلم به طورمتناوب بین صحنه‌های رابطه داوسون و آماندا در سال ۱۹۹۲ و زندگی فعلی آنها به‌طور جداگانه می‌گذرد. داوسون کول در یک سکوی نفتی در سواحل لوئیزیانا کار می‌کند. انفجاری تقریباً کشنده او را به درون آب می‌اندازد، اما به‌طور معجزه آسایی زنده می‌ماند. ماه‌ها بعد از بهبودی، داوسون می‌آموزد که دوست نزدیک و پدر خواندهٔ او، تاک هاستلر، درگذشته است و تقریباً پس از گذشت بیست سال برای اولین بار به خانه برمی گردد تا وصیت‌های تاک را انجام دهد. داوسون زمانی که وارد خانه می‌شود، از رخدادی که تاک برای او رقم زده‌است شگفت زده می‌شود چرا که تاک ترتیبی اتخاذ کرده‌است تا دوست دختر دبیرستان داوسون، یعنی آماندا کولی نیز همزمان آنجا باشد تا به یگدیگر بپیوندند. به نظر می‌رسد قصد تاک این بوده‌است که داوسون و آماندا احتمالاً دوباره عاشقانه‌های قبلی خود را از سر بگیرند. با این حال، آماندا اکنون ازدواج کرده‌است. داوسون فرزند خانواده ای جنایتکار و متخلف است که به اصطلاح امروزی‌ها، از پشت کوه آمده‌اند و پدر او نیز بسیار بد دهن و فحاش بود. در فلاش بک‌ها فاش می‌شود که در نوجوانی، خانه پدر خود را ترک کرده و یک شب در گاراژ Tuck Hostetler اقامت داشته‌است. تاک، مکانیک محلی، که به تازگی همسر خود را از دست داده‌است، به داوسون اجازه می‌دهد تا با او زندگی کند و سرانجام او را فرزند به فرزند خواندگی خود می‌پذیرد. داوسون و آماندا در همان دبیرستان مشغول به ادامه تحصیل شدند و مجدداً وارد رابطه‌هایی عمیق و عاطفی شدند و خیلی زود عاشق شدند. پدر و برادر داوسون، به خانهٔ تاک حمله‌ور شدند و در نهایت بی رحمی اور را کتک زدند. داوسون با عصبانیت به قصد کشتن پدر و برادرش با اسلحه تاک به خانه پدری اش می‌رود. با این حال، آنها درگیر می‌شوند و پسر عموی داوسون، به‌طور تصادفی کشته می‌شود. داوسون با تطمیع به ازای تخفیف در مجازات علیه پدر و برادران خود شهادت می‌دهد. با این حال، از آنجا که مدت زمان حبس داوسون برای مدت چهار سال به تعویق می‌افتد، روابط خود را با آماندا قطع می‌کند و او را مجبور می‌کند که از این لحظه به جای ماندن در انتظار، به ادامهٔ تحصیل در دانشگاه بپردازد. بعد از مرگ تاک، آماندا و داوسون با وکیل تاک ملاقات می‌کنند و متوجه می‌شوند که تاک وصیت کرده‌است تا آنان، خاکستر تاک را در کلبه ای که متعلق به همسرش بود، بریزند. بعداً از این اتفاق، داوسون و آماندا یک شب پرشور را با هم می‌گذرانند. آنها روز بعد هنگام صرف نهار در مورد برنامه‌هایشان بحث می‌کنند که در این زمان داوسون متوجه می‌شوند که آماندا، هنگامی که او در زندان بوده‌است، تمام تلاش خود را برای ملاقات با او به کار گرفته اما نتوانسته‌است او را ملاقات کند. روز بعد، آماندا تصمیم می‌گیرد به خانواده خود و زندگی نابسامانی که هرگز از آن راضی نبوده‌است بازگردد، تا به تعهدات خانوادگی خود عمل کند. وقتی آماندا به خانه تاک بازمی‌گردد، داوسون را ملاقات می‌کند که تصمیم دارد برای بازیابی و نوسازی محوطهٔ باغ در کنار تاک بماند. با این حال، او که قصد دارد ازشوهر خود جدا شود، در پیامی تلفنی، مجدداً عشق خود را به داوسون ابراز می‌کند. قبل ازاین که اتفاق دیگری میان این دو نفر رخ دهد، داوسون توسط برادرانش مورد حمله قرار گرفته و نت سر حد مرگ کتک می‌خورد و در مقابل ریل راه‌آهن در آستانهٔ تصادف با قطار مساذبذی قرار می‌گیرد. داوسون با برادران خود درگیر می‌شود و آن‌ها را به شدت کتک می‌زند، اما پس از تماس با پلیس، توسط پدرش در مسیر راه‌آهن مشاهده می‌شود و در نهایت به ضرب گلوله کشته می‌شود. در همین حال، آماندا یک تماس را دریافت می‌کند که پسرش در یک سانحهٔ رانندگی دچار آسیب شده‌است. با ورود به بیمارستان، پزشک به او می‌گوید که یکی از دریچه‌های قلب او دچار مشکل شده‌است و به قلب جدید احتیاج دارد. همان شب پزشکان به او می‌گویند که یک اهدا کننده پیدا کرده‌اند. آماندا در بیمارستان به خواب می‌رود و در رؤیا می‌بیند که مادر اوسون که مدت‌ها در انتظار او بوده‌است، آمده‌است تا به او بگوید که داوسون توسط پدرش تیر خورده و کشته شده‌است. یک سال بعد، آماندا از پسرش تماسی دریافت می‌کند و پسرش به او می‌گوید که فهمید که چه کسی قلب را به او هدیه کرده‌است و ممکن است مادر نیز او را بشناسد. مادر با شنیدن این جمله که اهدا کننده قلب، داوسون کول بوده‌است، شوکه و خوشحال به سمت خانه ای بازمی‌گردد که تاک در آن آنها را ترک کرده بود و خانه را به آن‌ها هدیه داده بود. این‌جا است که او با نامه ای که داوسون برایش نوشته بوده‌است مواجه می‌شود و در می‌یابد که او چقدر او را دوست دارد وداوسون پیش از مرگش، خانه را برای بازگشت او آماده کرده‌است.